# Daniel Ruggles
Daniel Ruggles (Barre (Massachusetts), 31 januari 1810 – 1 juni 1897) was een brigadegeneraal in het Confederate States Army tijdens de Amerikaanse Burgeroorlog. Tijdens de Slag bij Shiloh had hij een divisie onder zijn bevel.

## Biografie
In 1833 gradueerde hij van het United States Military Academy in West Point, New York. Hij vocht tijdens de Tweede Seminole-oorlog en Mexicaans-Amerikaanse Oorlog. Daarna diende hij in verschillende garnizoenen en buitenposten.
Toen de Amerikaanse Burgeroorlog uitbrak, nam Ruggles op 7 mei 1861 ontslag uit het leger van de Verenigde Staten. Kort daarna nam hij dienst in het Zuidelijke leger. In augustus 1861 werd hij bevorderd tot brigadegeneraal en kreeg het bevel over de 1st Division van het Second Corps in het Army of Mississippi. In 1862 vocht hij samen met generaal John C. Breckinridge om een onsuccesvolle strijd om Baton Rouge, Louisiana te heroveren.
Tijdens de Slag bij Shiloh op 6 en 7 april 1862 had Ruggles een divisie onder zijn bevel. Met deze soldaten voerde hij verschillende charges uit op de Noordelijke stellingen bij "The Hornets Nest". Na zware gevechten mislukten deze charges keer op keer. Hij stuurde een koerier naar zijn bevelhebbers om alle beschikbare kanonnen bij hem te krijgen. Uiteindelijk kon hij 62 vuurmonden opstellen, later gekend als "Ruggles's Battery" om de Noordelijke stellingen te bestoken. Rond 17.30u brak een Zuidelijke charge door de Noordelijke linies waarbij veel Noordelijken gevangen werden genomen.
Tussen 15 augustus en 29 augustus 1862 had Ruggles tijdens het Beleg van Port Hudson het bevel over een stelling langs de Mississippi in Louisiana. Daar coördineerde hij de aanleg van verschillende fortificaties in de regio. Op de 29ste kreeg hij het bevel van Breckinridge om met verschillende eenheden naar Mississippi te trekken.
De rest van de oorlog zou hij zich voornamelijk bezighouden met administratieve taken. In 1865 werd hij benoemd tot hoofd van het krijgsgevangenissenssysteem. In deze functie zou hij dan ook de grote uitwisseling van gevangenen coördineren op het einde van de oorlog.
Na de oorlog werd Ruggles een immobiliënagent en landbouwer in Virginia. Hij overleed in Fredericksburg, Virginia in 1897.

## Militaire loopbaan
- Cadet: 1 juli 1829[2]
- Breveted Second Lieutenant (USA): 1 juli 1833[2]
- First Lieutenant (USA): 8 februari 1836[2]
- Captain (USA): 7 juli 1838[2]
- Breveted Major (USA): 18 juni 1846[2]
- Breveted Lieutenant Colonel (USA): 13 september 1847[2]
- Brigadier General (CSA): 21 april 1861[2]